# Blasius funktion
Blasius funktion är en speciell funktion, introducerad av Blasius (1908), som definieras som lösningen på differentialekvationen
{\displaystyle 2f_{xxx}+f\,f_{xx}=0}
med randvillkoren f(0) = fx(0) = 0, fx(∞) = 1.